# Ronald Aylmer Fisher
Sir Ronald Aylmer Fisher, FRS, angleški statistik, evolucijski biolog, evgenik in genetik, * 17. februar 1890, East Finchley, London, Anglija, † 29. julij 1962, Adelaide, Avstralija.
Nekateri ga imajo za uveljevitelja sodobne statistike in največjega Darwinovega naslednika.
Med letoma 1952 in 1954 je bil predsednik Kraljeve statistične družbe.